# Autophila libanopsis
Autophila libanopsis là một loài bướm đêm trong họ Erebidae.